# Варг Веум (сериал)
«Варг Веум» (норв. Varg Veum) — детективный телесериал по произведениям Гуннара Столесена. Исполнитель главной роли — Тронд Эспен Сейм.

## Сюжет
Главный герой — частный детектив Варг Веум. В отличие от персонажей «крутых детективов», он не является ни первоклассным бойцом, ни хорошим стрелком, поэтому его главным оружием служат наблюдательность, находчивость и острый ум.

## Эпизоды
| №                                                    | Название                         | Режиссёр               | Автор сценария | Дата премьеры    |
| ---------------------------------------------------- | -------------------------------- | ---------------------- | -------------- | ---------------- |
| 1                                                    | «Горькие цветы» «Bitre blomster» | Ульрик Имтиаз Рольфсен | Томас Молдстад | 28 сентября 2007 |
| Основа — одноимённый роман Гуннара Столесена (1991). |                                  |                        |                |                  |
| 2                                                    | «Спящая красавица» «Tornerose»   | Эрик Рихтер Страндт    | Ларс Скорпен   | 13 января 2008   |
| Основа — одноимённый роман Гуннара Столесена (1980). |                                  |                        |                |                  |

## Критика
Сериал не приобрёл в России большой популярности, однако отечественные обозреватели отзываются о нём очень тепло. В частности, Геннадий Шерстянкин писал, что роль Варга Веума была исполнена «блестяще».